# La cantant calba
La cantant calba (títol original en francès La Cantatrice Chauve) va ser la primera obra dramàtica escrita per Eugène Ionesco el 1950.
Aquesta obra que esdevingué emblemàtica del teatre de l'absurd, es va estrenar l'11 de maig de 1950 al Théâtre des Noctambules, un cabaret parisenc, amb una escenografia de Nicolas Bataille, per a qui l'obra mostra «una parella que no té res més a dir-se després de vint anys de matrimoni, i una altra que ja no es reconeix» i la seva conversa esdevé un intercanvi de frases absurdes i sense sentit. Es va representar des del 1957 i durant molt de temps al mateix teatre.
Tot i que en un primer moment va passar desapercebuda i després de l'estrena, de l'obra només se'n van fer vint-i-cinc funcions, la peça va ser defensada per uns quants escriptors i crítics –Camus, Breton i Queneau, Jacques Lemarchand– fins que va obtenir l'aclamació. Programada de nou el 16 de febrer de 1957 al Théâtre de La Huchette de París, l'obra s'hi representa ininterrompudament des d'aleshores.
A la dècada del 1960 ja havia estat reconeguda com un clàssic modern i una important obra del corrent literari anomenat teatre de l'absurd. Amb un nombre rècord d'interpretacions, s'ha convertit en una de les obres de teatre més interpretades a França.

## Gènesi de l'obra
Mentre Eugène Ionescu intentava aprendre anglès amb el mètode Assimil li va venir la idea per escriure l'obra. Sorprès pel contingut dels diàlegs, que eren sobris i estranys i també per l'encadenament de frases sense sentit, va decidir escriure una peça absurda titulada Anglès sense esforç. Entre altres títols que probablement el van influenciar hi havia l'obra Il pleut des chens et des chats (Plouen gats i gossos), L'hora anglesa i Big Ben Follies.
El seu títol actual va ser el resultat d'un lapsus de l'actor Henri-Jacques Huet, que en comptes de mencionar una institutriu rossa va dir una cantant calba, que es convertí en el títol de l'obra.

## Sinopsi
Els Smith són una parella tradicional de Londres que ha convidat una altra parella, els Martin. Al seu torn, l'assistenta dels Smith ha quedat amb el cap de bombers local, que és el seu amant. Les dues famílies s'expliquen bromes sense sentit i poemes que tampoc en tenen. En un moment, la senyora Martin conversa amb al seu marit com si fos un estrany a qui acabés de conèixer. Quan el bomber acaba el torn, menciona "la cantant calba" de pas, que té un efecte inquietant en els altres. La senyora Smith contesta que "sempre es pentina de la mateixa manera". Després el cap de bombers marxa, l'obra es desenvolupa en sèries que no s'assemblen a converses normals. Acaba quan les dues parelles criden a l'uníson "No és per allà, és per aquí!" (C’est pas par là, c’est par ici!) just abans que hi hagi una apagada. Quan els llums es tornen a engegar, l'escena torna a ser com al principi amb els Martin i els Smith conversant de manera absurda un moment abans que les cortines es tanquin.